# Крти (Бузет)
Крти (итал. Cherti) је насељено место у континенталном делу Истарске жупаније у Републици Хрватској. Административно је у саставу Града Бузета.

## Становништво
Према задњем попису становништва из 2001. године у насељу Крти живела су 74 становника који су живели у 18 породичних домаћинстава.
Кретање броја становника по пописима 1857—2001.
| година пописа  | 1857. | 1869. | 1880. | 1890. | 1900. | 1910. | 1921. | 1931. | 1948. | 1953. | 1961. | 1971. | 1981. | 1991. | 2001. |
| бр. становника | 0     | 0     | 142   | 126   | 119   |       | 0     | 0     | 118   | 117   | 102   | 66    | 42    | 49    | 74    |

Напомена: У 1857, 1869, 1921. и 1931. подаци су садржани у насељу Бартолићи. Од 1880. до 1910. исказано као део насеља.